# Вайлас (округ)
Округ Вайлас (англ. Vilas County) располагается в штате Висконсин, США. Официально образован в 1893 году. По состоянию на 2010 год, численность населения составляла 21 430 человек.

## География
По данным Бюро переписи США, общая площадь округа равняется 2636,623 км2, из которых 2219,632 км2 суша и 416,990 км2 или 15,800 % это водоемы.

## Население
По данным переписи населения 2000 года в округе проживает 21 033 жителей в составе 9 066 домашних хозяйств и 6 300 семей. Плотность населения составляет 9,00 человек на км2. На территории округа насчитывается 22 397 жилых строений, при плотности застройки около 10,00-ти строений на км2. Расовый состав населения: белые — 89,69 %, афроамериканцы — 0,20 %, коренные американцы (индейцы) — 9,08 %, азиаты — 0,18 %, гавайцы — 0,01 %, представители других рас — 0,19 %, представители двух или более рас — 0,65 %. Испаноязычные составляли 0,86 % населения независимо от расы.
В составе 23,40 % из общего числа домашних хозяйств проживают дети в возрасте до 18 лет, 58,40 % домашних хозяйств представляют собой супружеские пары проживающие вместе, 7,50 % домашних хозяйств представляют собой одиноких женщин без супруга, 30,50 % домашних хозяйств не имеют отношения к семьям, 26,00 % домашних хозяйств состоят из одного человека, 12,60 % домашних хозяйств состоят из престарелых (65 лет и старше), проживающих в одиночестве. Средний размер домашнего хозяйства составляет 2,29 человека, и средний размер семьи 2,73 человека.
Возрастной состав округа: 20,70 % моложе 18 лет, 5,00 % от 18 до 24, 23,10 % от 25 до 44, 28,50 % от 45 до 64 и 28,50 % от 65 и старше. Средний возраст жителя округа 46 лет. На каждые 100 женщин приходится 99,10 мужчин. На каждые 100 женщин старше 18 лет приходится 95,80 мужчин.